# Industrie de l'armement chinoise (1880-1949)
 (janvier 2016).
Si vous disposez d'ouvrages ou d'articles de référence ou si vous connaissez des sites web de qualité traitant du thème abordé ici, merci de compléter l'article en donnant les références utiles à sa vérifiabilité et en les liant à la section « Notes et références ».
Cet article décrit la formation de l'industrie de l'armement en Chine impériale et en République de Chine entre 1880 et 1949.

## Historique
De 1880 à 1949, furent créés plusieurs arsenaux par la Chine impériale (notamment l'arsenal de Hanyang) puis par Sun Yat-Sen et ses successeurs.
Encore sous l'influence des cadres militaires occidentaux lors de la guerre sino-japonaise dont celle de l'Allemagne, la Chine ne développe sa propre filière d'armement qu'à compter de la république populaire. Les crédits militaires sont motivés par l'opposition avec la chine nationaliste.
Avec la victoire des Communistes chinois, les cadres de ces arsenaux déménagent à Formose pour créer les Arsenaux taïwanais.

## Principaux armement produits
Chronologiquement l'Armée chinoise puis l'Armée nationale révolutionnaire puis celle du Guomingdang :
- Copies d'armes allemandes : Fusil Tchang Kaï-chek, Mitrailleuse Type 24,
- Copies d'armes belges : Fusil Type 21
- copie d'armes tchécoslovaques
- Copie d'atmes anglaises
- copies d'armes américaines.